# Регенерация сетчатки

Палочки, колбочки и нервные слои в сетчатке. Передняя часть глаза показана слева. Свет (с левой стороны) проходит через несколько прозрачных нервных слоев достигая палочек и колбочек (Правый крайний слой). Химические изменения в палочках и колбочках посылают обратный сигнал нервам. Сигнал достигает сначала слоя биполярных и горизонтальных клеток (жёлтый слой), затем амакриновых и ганглионарных клеток (фиолетовый слой), затем волокон зрительного нерва. В этих слоях они обрабатываются. Первичными являются сигналы, выходящие из палочек и колбочек. В этой фазе обработки нервные слои идентифицируют простые фигуры, такие как яркие точки в окружении темных точек, углы и движения (на основе рисунка Сантьяго Рамон-и-Кахаля)

 Регенерация сетчатки  — восстановление утраченных функций сетчатки у позвоночных.
В выводах, представленных в журнале «Труды Национальной академии наук» (англ. Proceedings of the National Academy of Sciences) в 2012 году,
исследовательская группа офтальмологии лаборатории Наффилд (англ. Nuffield Laboratory of Ophthalmology) во главе с доктором Робертом Маклареном (англ. Robert MacLaren) из Оксфордского университета возвращали зрение полностью слепым мышам инъекциями светочувствительных клеток в глаз. Мыши страдали от полного отсутствия фоторецепторов в их сетчатке и не в состоянии были отличать свет от темноты. Многообещающие результаты использования того же метода были достигнуты с мышами, страдающими ночной слепотой. Несмотря на ряд вопросов о качестве восстановленного зрения, этот метод дает надежду людям с неблагополучным зрением и в том числе с дегенеративными глазными заболеваниями, такими как пигментный ретинит.
Процедура включала инъекцию палочек-предтечей, «которые сформировали анатомически отличный и соответствующим образом поляризованный внешний зернистый слой» — через две недели сетчатка образовывала с ним соединения и восстанавливалось зрение, доказывая, что так можно восстановить весь светочувствительный слой. Исследователи Мурфилдской офтальмологической клиники (англ. Moorfields Eye Hospital) уже используют человеческие эмбриональные стволовые клетки для замены пигментированных слоев сетчатки у пациентов с болезнью Штаргардта. Эта группа также восстанавливает зрение слепым пациентам с помощью электронных имплантатов сетчатки, которые функционально заменяют собой светочувствительные клетки фоторецепторов.
В феврале 2013 года Управление продуктов и лекарств США (англ. The US Food and Drug administration) одобрило использование системы протезирования сетчатки Аргус II (англ. Argus II Retinal Prosthesis System), что делает его первым имплантатом, утвержденным FDA, для лечения дегенерации сетчатки. Устройство может помочь взрослым с пигментным ретинитом, потерявшим способность воспринимать формы и движения, быть более мобильными и выполнять ежедневные задачи.